# Sébastien Portal
Sébastien Portal (Auch, França, 4 de junho de 1982) é um ciclista francês.
Estreiou como profissional em 2005 com a equipa Crédit Agricole. É o irmão menor do também ciclista profissional Nicolas Portal.

## Palmarés
Não conseguiu vitórias como ciclista profissional.

## Equipas
- Crédit Agricole (2005-2006)
- Caisse d'Epargne (2007)
- Cofidis (2008-2009)
  - Cofidis, lhe Crédit par Téléphone (2008)
  - Cofidis, le Crédit en Ligne (2009)